# Sankt-Tryphon-Kathedrale

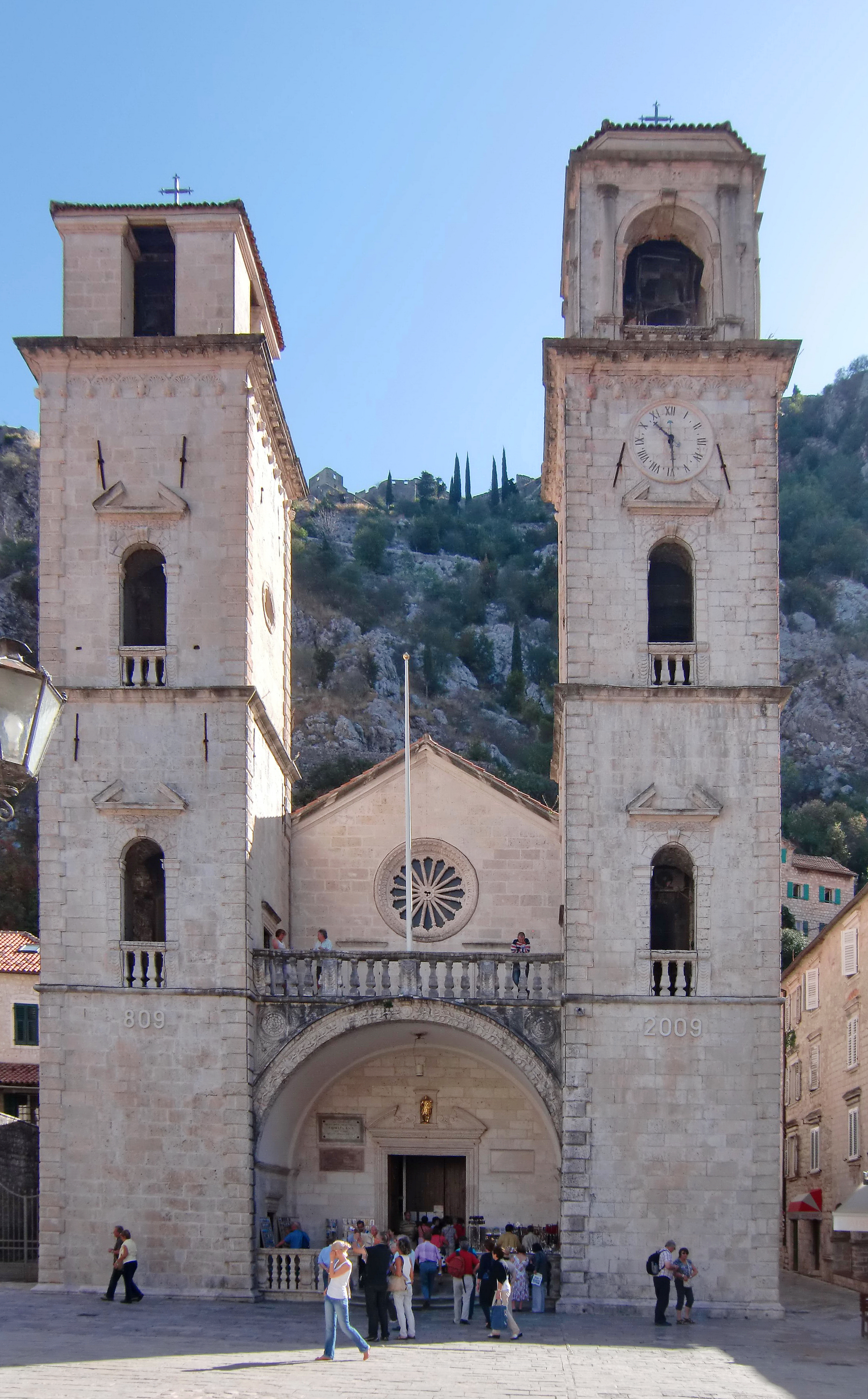
Eingangsfassade

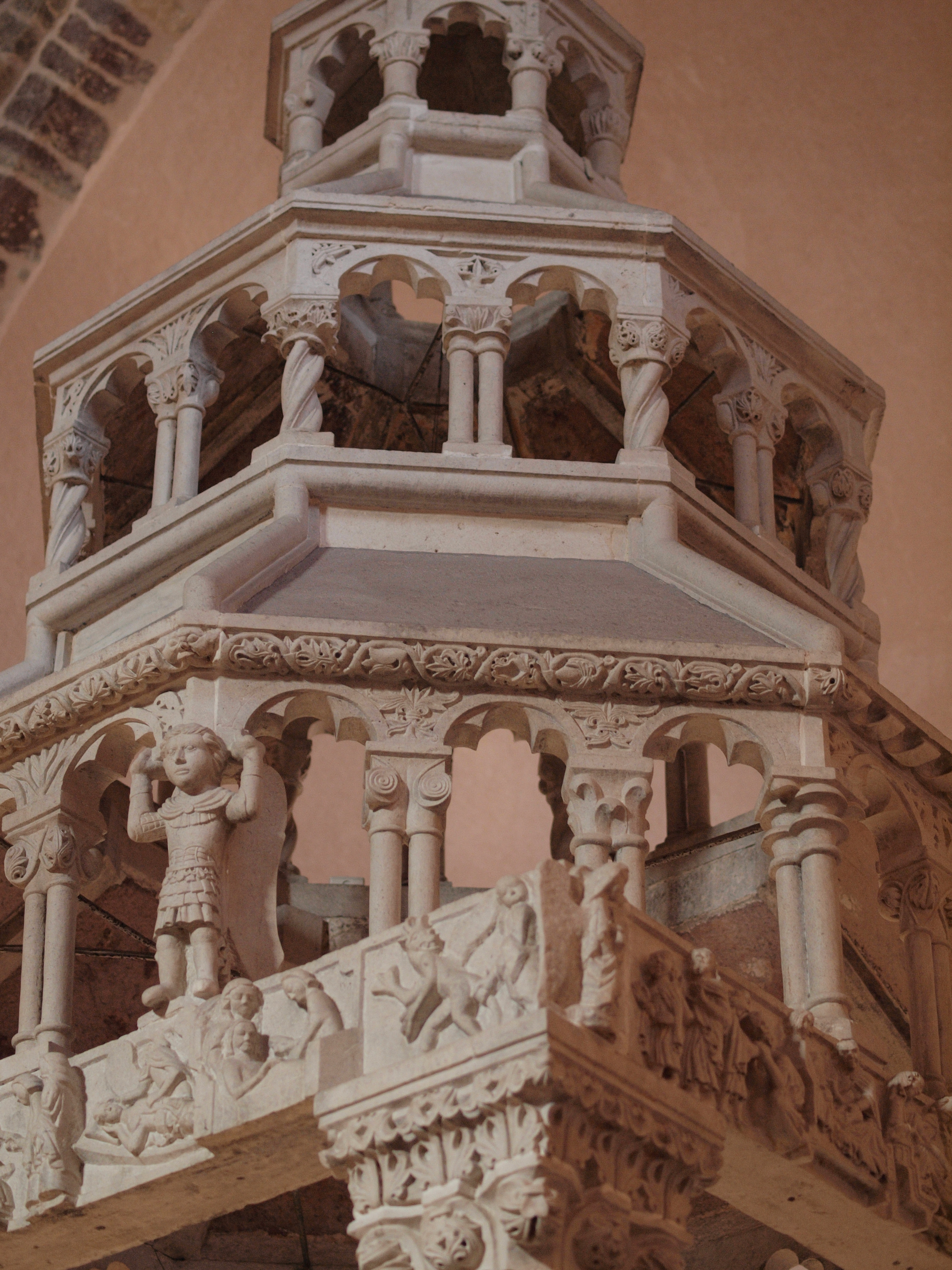
Ziborium

Die Sankt-Tryphon-Kathedrale ist die größte noch erhaltene romanische Kirche der östlichen Adriaküste und das bedeutendste sakrale Bauwerk der seit 1979 auf der UNESCO-Liste des Weltkulturerbes befindlichen Altstadt von Kotor in Montenegro. Sie ist die Kathedrale des Bistums Kotor.

## Geschichte
Der Ursprungsbau der Kathedrale datiert von 809, als der Kotoraner Andrija (Andreaccio) Saracenis (der den Bau finanziert) die Reliquien des Heiligen Tryphon den Venezianern abkaufte und von Konstantinopel nach Kotor brachte.
Der Bau wird vom Basileus Konstantin VII. Porphyrogenetos in der De Administrando Imperio erwähnt. Zunächst nahm man an, dass das sie rund war, bis bei archäologischen Ausgrabungen 1987 eckige Grundmauern entdeckt wurden.
Mit dem Bau der heutigen Kathedrale wurde in der Zeit des Kotoraner Bischofs Urscija 1124 begonnen. Die Kathedrale wurde am 19. Juni 1166 vom damaligen Bischof Majo in einer feierlichen Zeremonie unter Beisein des byzantinischen Verwalters von Duclea und Dalmatia Isak eingeweiht.

## Architektur

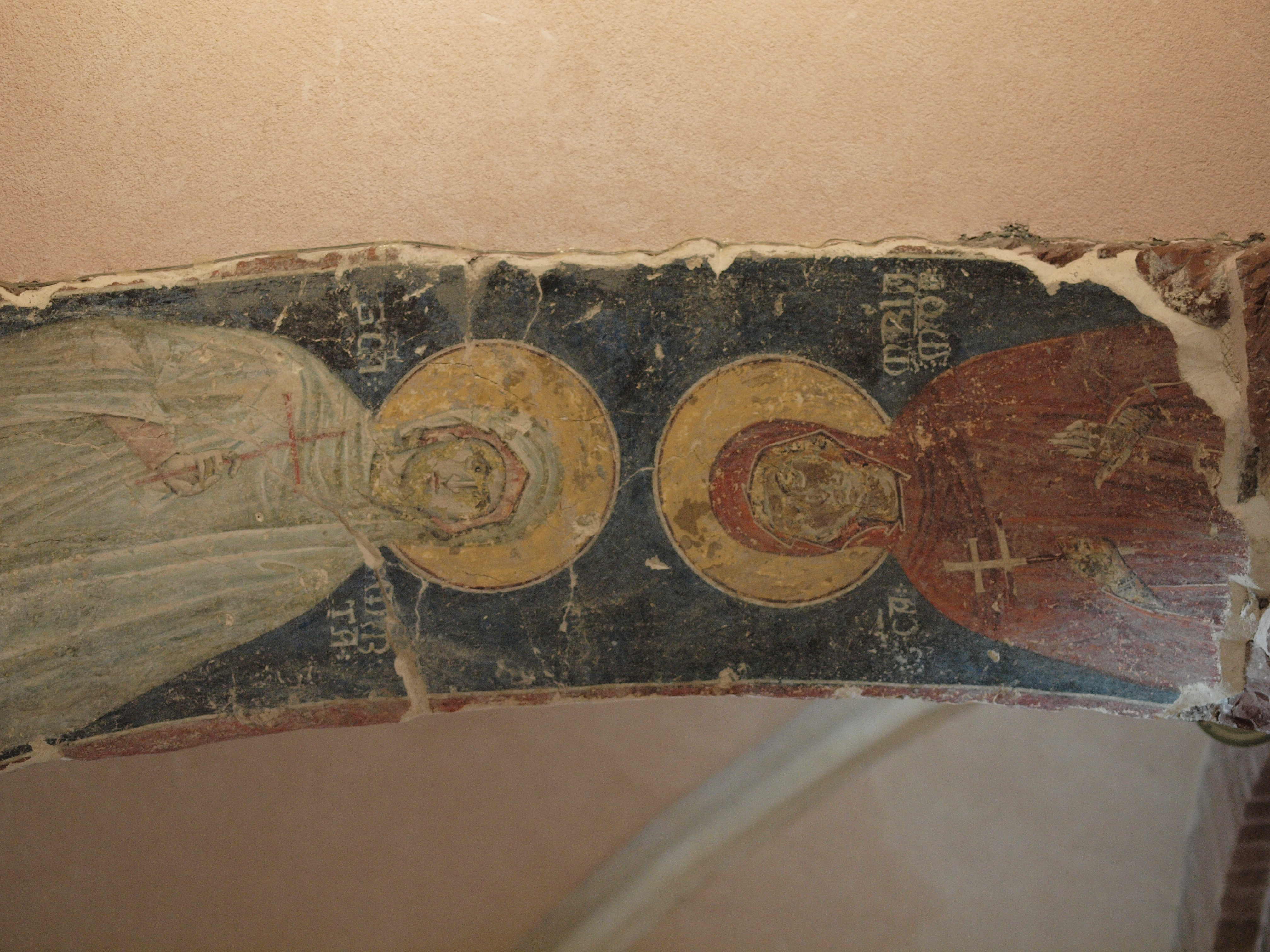
Byzantinische Fresken, 1331

Die Kathedrale ist ein herausragendes Werk der Romanik mit Elementen der byzantinischen Architektur.
Die ursprüngliche Bau infolge der Erdbeben von 1537, 1563, 1667 und 1979 insbesondere äußerlich verändert, doch hat sich die Grundcharakteristik des basilikalen Grundrisses mit zwei Eingangstürmen nicht verändert. Eine ehemalige Vierungskuppel ist heute aber verschwunden. Insbesondere sind in der Bauplastik Elemente der Renaissance und des Barock durch die Renovierungsarbeiten vorhanden.
Die ursprünglichen Türme der Kathedrale wurden beim Erdbeben 1667 zerstört. Die 33 und 35 m hohen Türme umfassen das Hauptportal, Rosette und Terrasse.
Die dreischiffige Basilika mit drei Apsiden ist 35,21 Meter lang und 17,47 m breit. Das Hauptschiff wird von monolithischen Säulen getragen.
Die ursprüngliche Bemalung der Kirche bestand aus byzantinischen Fresken von 1331. Die von einheimischen Fresko-Malern ausgeschmückte Kirche wirkten auch bei der Ausmalung der Mausoleums von König Stefan Uroš III. Dečanski, dem Katholikon des Klosters Visoki Dečani mit, wie die stilistischen Ähnlichkeiten sowie die damalige Bedeutung Kotoraner Künstler am Hofe der Nemanjiden zeugt.
Die Kuppel über der Vierung wurde nach den zwei katastrophalen Beben im 16. Jahrhundert nicht wieder aufgebaut.

## Kunstwerke
Die Kathedrale birgt eine der wertvollsten Kunstsammlungen der östlichen Adriaküste und hat eine der reichsten Schatzkammern aus der Zeit des Mittelalters. Neben Resten der byzantinischen Freskomalerei sind Ikonen der Maniera Greca sowie byzantinische Ikonen sowie gotische Tafelbilder bedeutende Kunstwerke.
Unter den bildhauerischen Kunstwerken dominiert der große silberne Altar mit dem Ziborium und den Szenen des Lebens des Hl. Tryphon. Gold- und Silberschmiedearbeiten waren im Hochmittelalter die Spezialität der Kotoraner Schmiedewerkstätten, deren bedeutendste Arbeiten in der Kathedrale aufbewahrt werden.

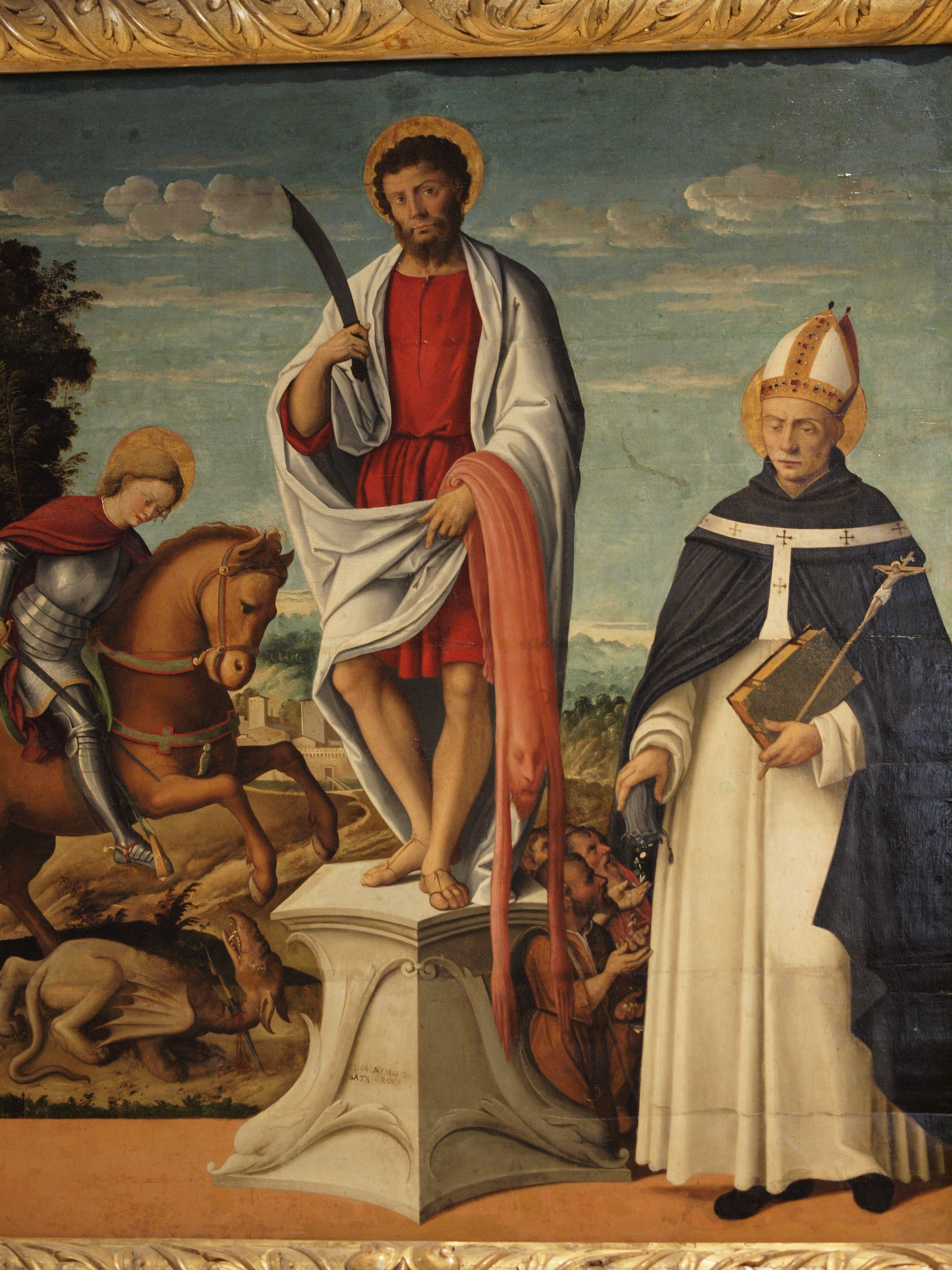
Spätgotisches Gemälde
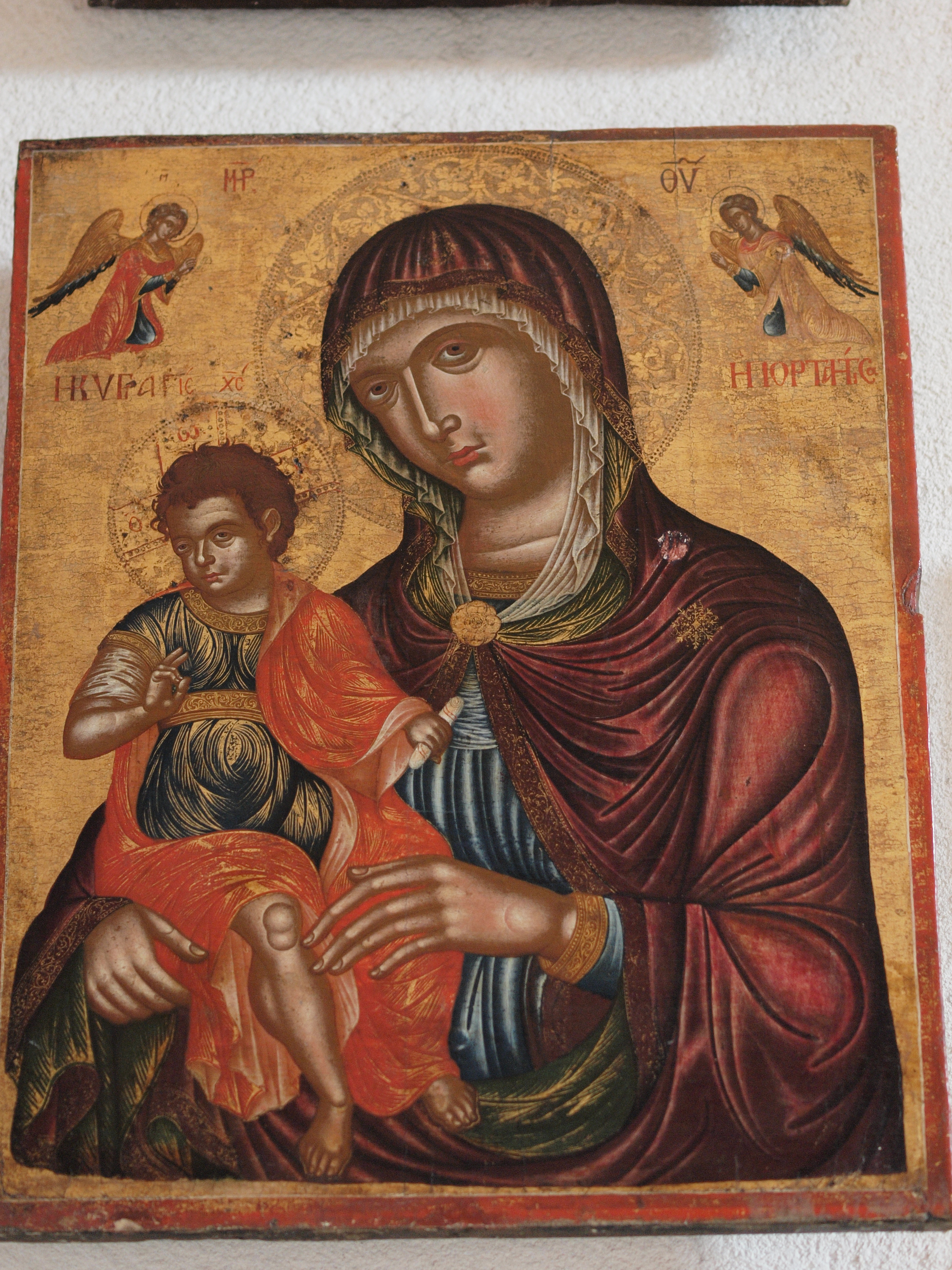
Ikone im Stil der Maniera Greca
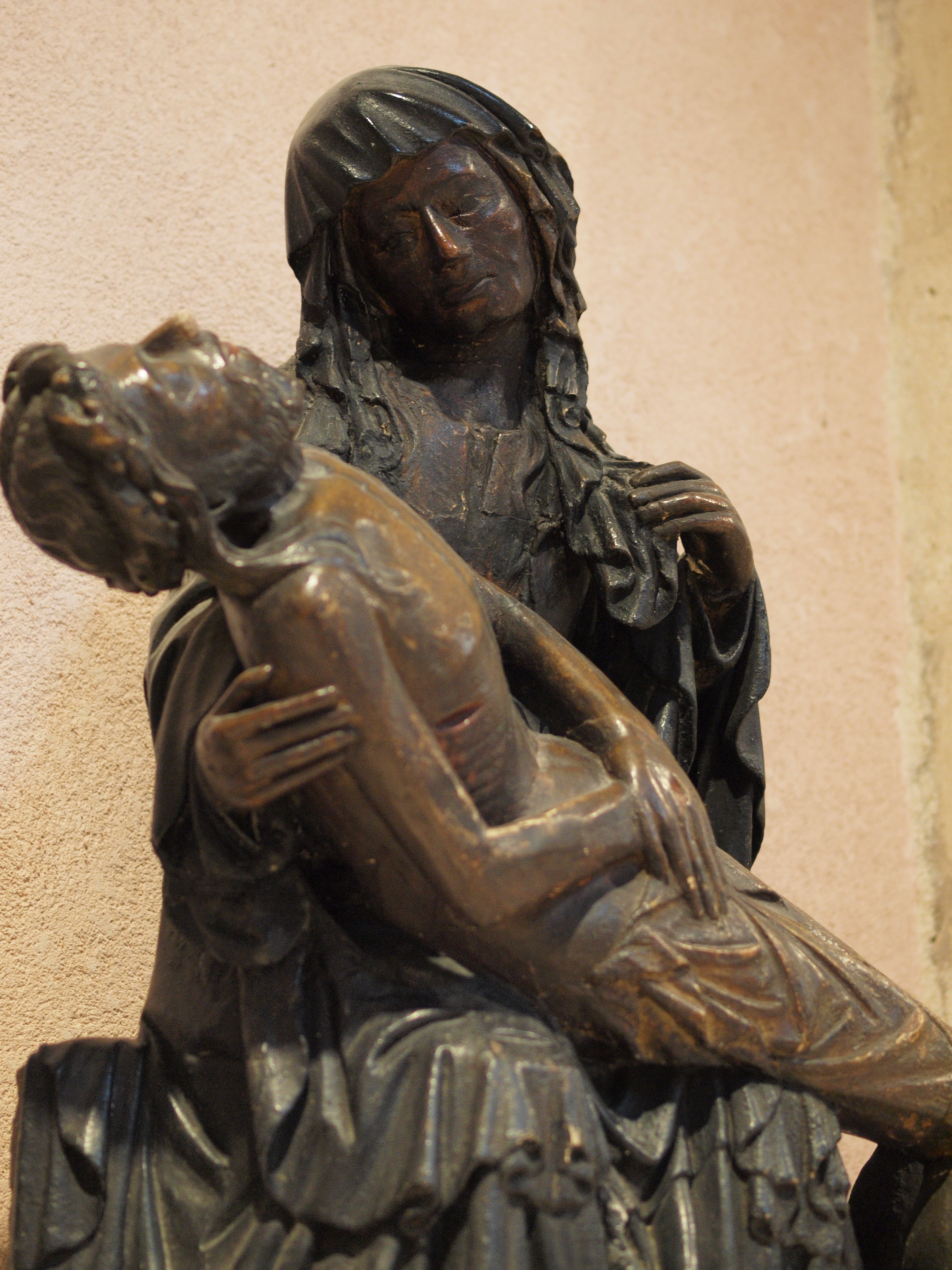
Spätgotische Holzskulptur, Beweinung Christi
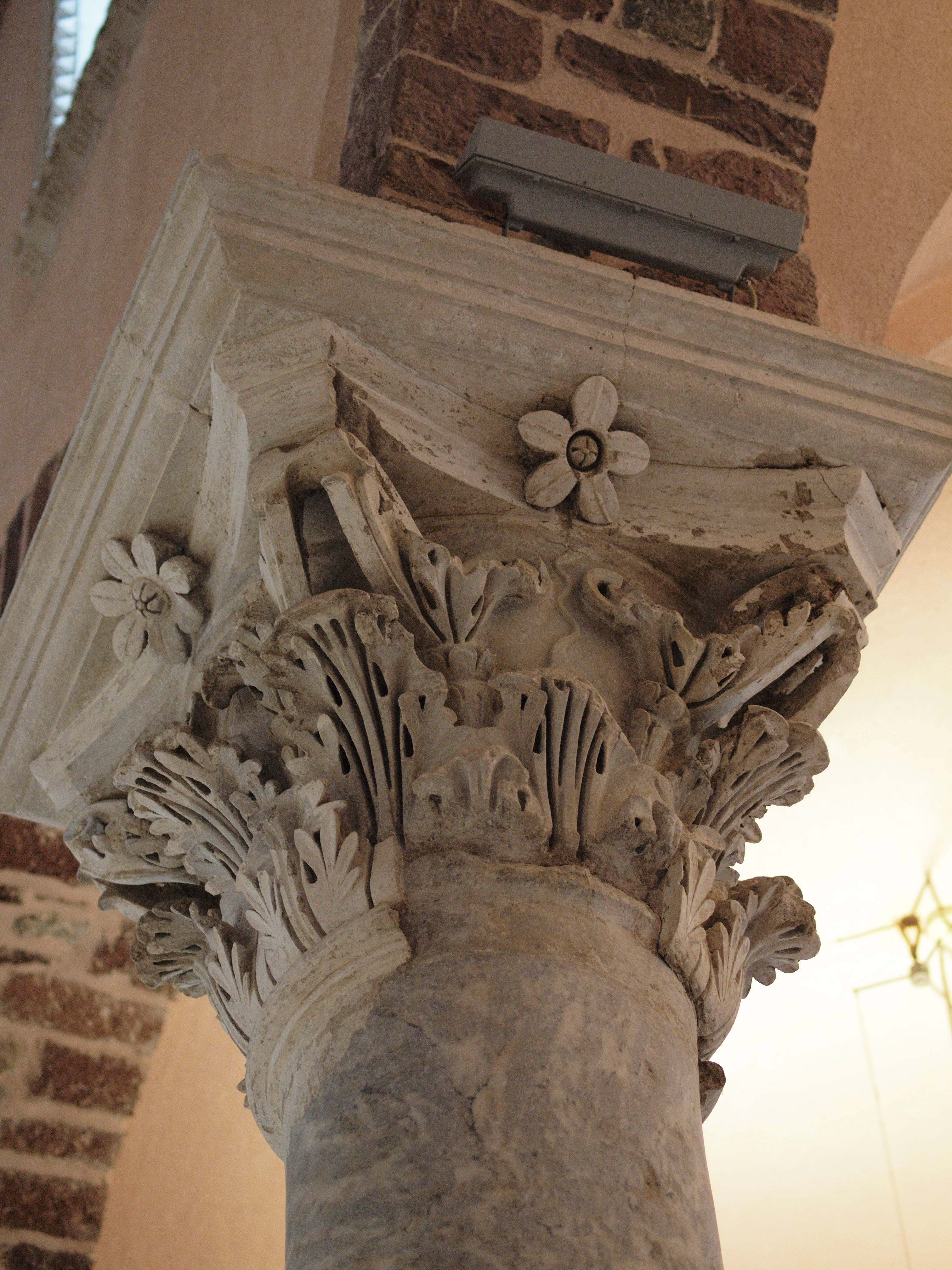
Kapitell
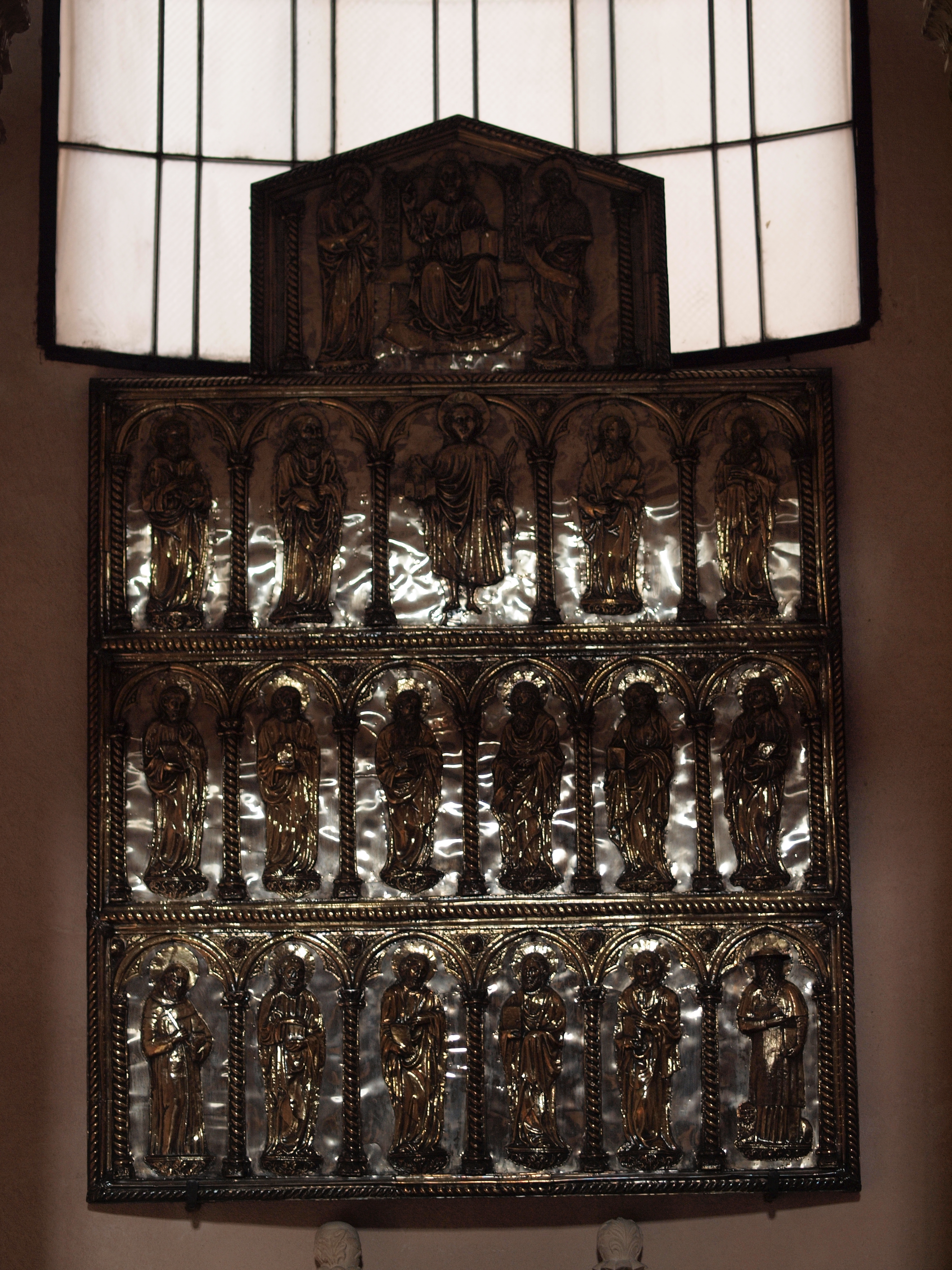
Silberaltar der Kotoraner Silberwerkstätten, ca. 13. Jahrhundert
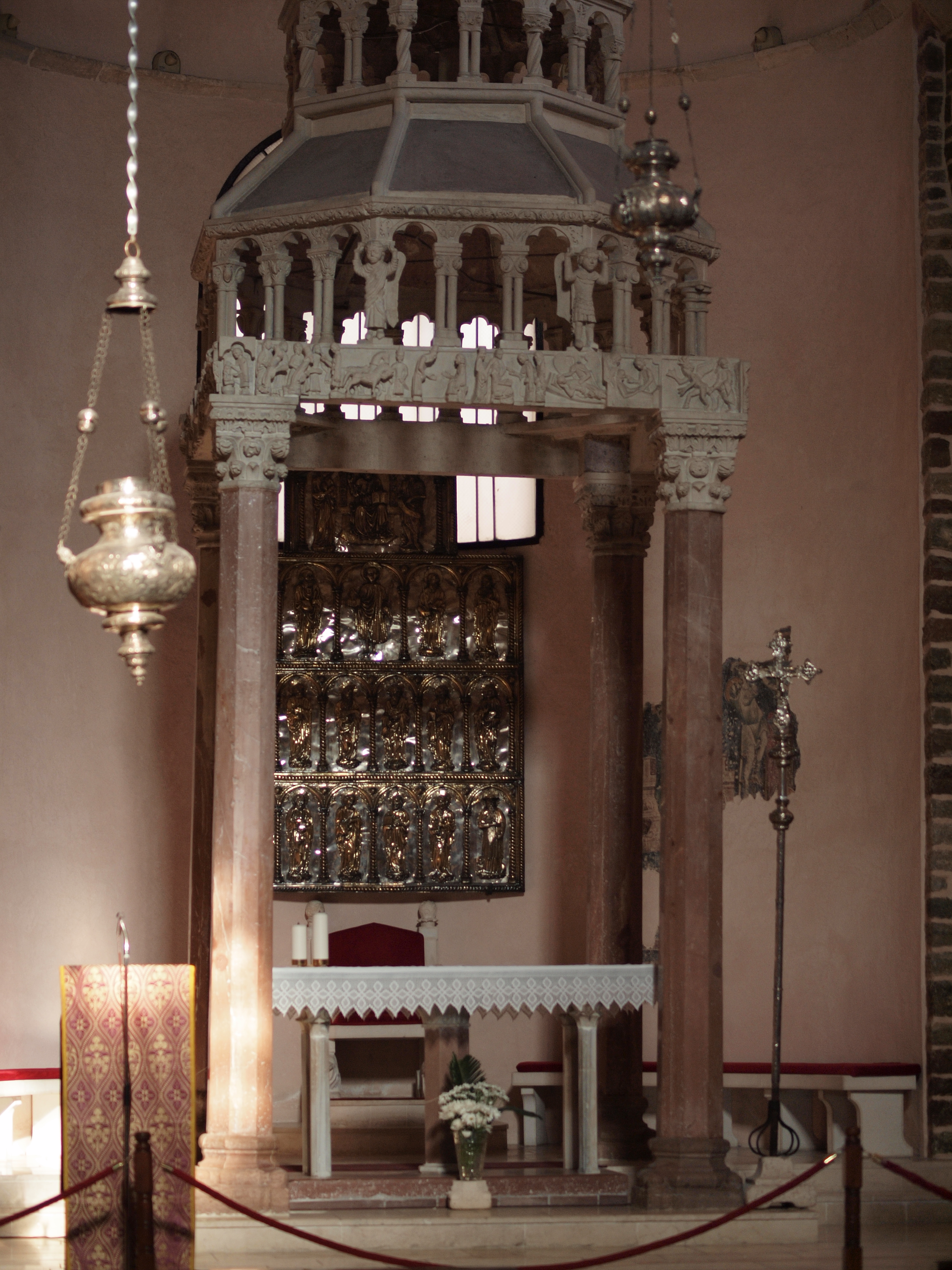
Ziborium
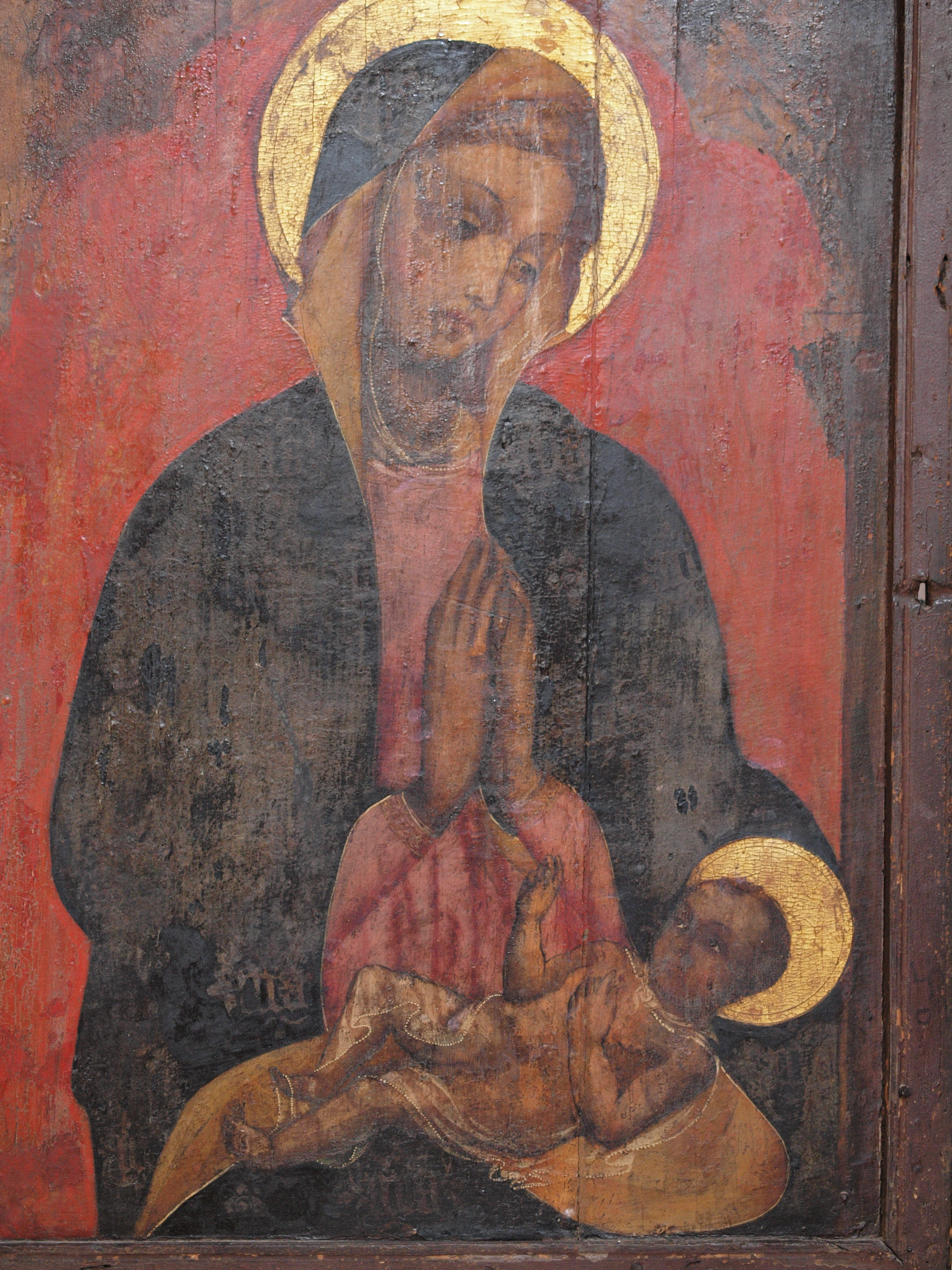
Gotisches Gottesmutter Gemälde
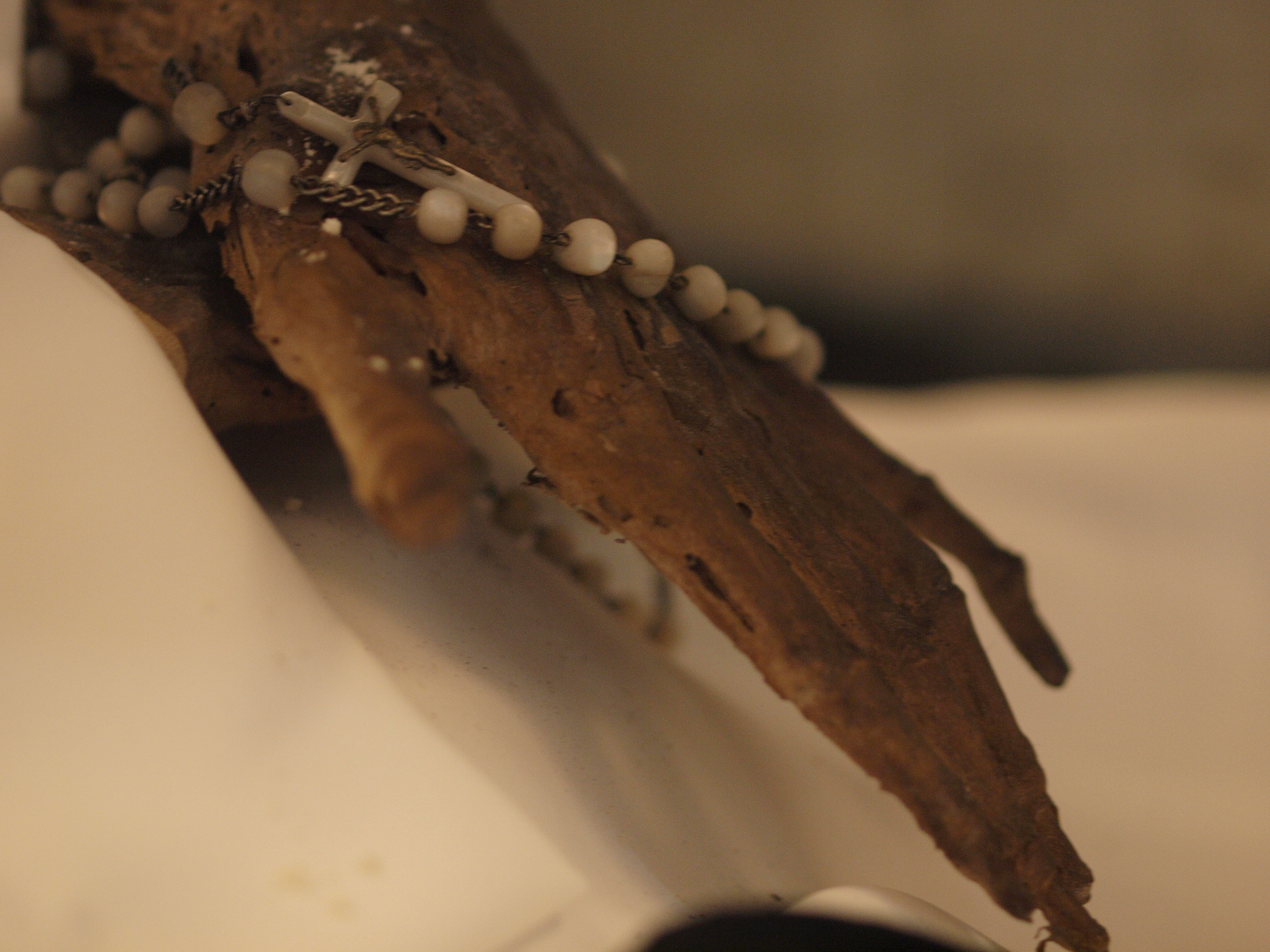
Reliquie